# Dyschirus pilosus
Dyschirus pilosus är en skalbaggsart som beskrevs av Leconte 1857. Dyschirus pilosus ingår i släktet Dyschirus och familjen jordlöpare. Inga underarter finns listade i Catalogue of Life.